# كلارينس غودسون
كلارينس إ. غودسون الرابع (بالإنجليزية: Clarence E. Goodson IV) (مواليد 17 مايو 1982 في الإسكندرية) لاعب كرة قدم أمريكي يلعب حاليا في نادي ستارت النرويجي .

## روابط خارجية
- كلارينس غودسون على موقع الاتحاد الدولي (مؤرشف)  (الإنجليزية)
- كلارينس غودسون على موقع الدوري الأمريكي (الإنجليزية)
- كلارينس غودسون على موقع قاعدة بيانات كرة القدم.إي يو (الإنجليزية)
- كلارينس غودسون على موقع ناشيونال فوتبول تيمز (الإنجليزية)
- كلارينس غودسون على موقع Soccerbase.com (لاعب) (الإنجليزية)
- كلارينس غودسون على موقع Soccerway.com (الإنجليزية)
- كلارينس غودسون على موقع عالم كرة القدم.نت (الإنجليزية)
- كلارينس غودسون على موقع كووورة
- كلارينس غودسون على موقع AS.com (الإسبانية)